# Đồi Cù
Bản mẫu:Infobox golf facility
Đồi Cù là khu đồi nằm giữa trung tâm thành phố Đà Lạt kế bên hồ Xuân Hương. Nơi đây vốn là khu rừng thông tự nhiên cho tới khi được hoàng đế Bảo Đại yêu cầu cải tạo vào năm 1920 để làm sân golf và khu nghỉ dưỡng. Được khánh thành vào năm 1922, đây là sân golf đầu tiên của Việt Nam.
Năm 1930, sân golf được cải tạo thành sân 9 hố theo tiêu chuẩn châu Âu. Năm 1942, khu vực Đồi Cù được kiến trúc sư người Pháp Jacques Lagisquet khoanh vùng trọng điểm cho đồ án quy hoạch thành phố Đà Lạt. Tuy nhiên sau khi Bảo Đại thoái vị vào năm 1945, khu vực này bị bỏ hoang suốt nhiều thập kỷ và được biến đổi thành công viên công cộng của thành phố. Sau năm 1975, sân golf bị bỏ hoang lần nữa.
Ngày 8 tháng 8 năm 1990, Ủy ban Nhân dân tỉnh Lâm Đồng cấp phép cho công ty cổ phần Dalat Resorts (Hoàng Gia DL) cải tạo và nâng cấp sân golf thành 18 hố theo tiêu chuẩn quốc tế với tên gọi Da Lat Palace Golf Club. Sân golf có diện tích nâng lên thành 71,5 ha với số vốn đầu tư 40 triệu USD, tương đương 858,3 tỷ đồng, thời hạn hoạt động 50 năm.
Tên Đồi Cù có hai hướng lý giải, có người cho rằng những quả đồi thoai thoải nơi đây khi nhìn từ xa giống lưng của những con cừu. Cũng người giải thích đơn giản là vì chơi golf còn được gọi "đánh cù" nên trở thành tên cho quả đồi này.